# Bruno Solaroli
Bruno Solaroli (Imola, 12 febbraio 1939 – Imola, 2 marzo 2020) è stato un politico italiano.

## Biografia
Diplomato al liceo classico. È stato sindaco di Imola dal 1976 al 1987. È stato per molti anni funzionario del Partito Comunista. Viene eletto per la prima volta in parlamento nel 1987 con il PCI e sarà rieletto in altre tre legislature. Poi diventa dirigente alla regione Emilia-Romagna fino al 2012. Fino al febbraio del 2019, inoltre, Solaroli è stato presidente della sezione di Imola dell’Anpi.
È morto nella notte, fra il 1⁰ e il 2 marzo 2020 a Imola, all'età di 81 anni a causa di un malore improvviso. La camera ardente è stata allestita nella Sala del Gonfalone del municipio di Imola e la sepoltura è avvenuta nel famedio al cimitero del Piratello a Imola.

### Incarichi parlamentari
Ha fatto parte delle seguenti commissioni parlamentari: Bilancio, Finanze e tesoro e questioni regionali.

### Sottosegretario di Stato
Nel 1999 viene nominato sottosegretario di Stato del Tesoro, del Bilancio e della programmazione nel primo governo di Massimo D'Alema. Riconfermato sottosegretario (con le stesse deleghe) anche nel secondo governo di D'Alema e di Giuliano Amato.

## Controversie
Nel marzo 2012 viene coinvolto nella vicenda Terremerse a seguito di dichiarazioni rilasciate dalla funzionaria della regione Emilia-Romagna, Filomena Terzini. Nella vicenda risultano indagati Vasco Errani, la stessa Terzini, ed un altro funzionario della regione, Mazzotti.
Nel mese di ottobre del 2012 viene coinvolto nelle indagini sulla segretaria di Pier Luigi Bersani, Zoia Veronesi, per avere firmato, come capo di gabinetto di Vasco Errani il trasferimento di quest'ultima da Bologna a Roma, come dipendente della regione Emilia-Romagna. Secondo i magistrati bolognesi il trasferimento potrebbe essere legato all'attività della Veronesi come segretaria del leader PD, invece che alle sue funzioni istituzionali in regione. Per questo caso Solaroli è indagato dai magistrati di Bologna. Ma nel 2014 Solaroli è stato assolto assieme alla Veronesi.